# جيمس جي. بول
جيمس جي. بول (بالإنجليزية: James G. Bull)‏ هو سياسي أمريكي، ولد في 1838 في أوهايو في الولايات المتحدة، وتوفي في 2 نوفمبر 1927. حزبياً، نشط في الحزب الديمقراطي.